# Hipogryf

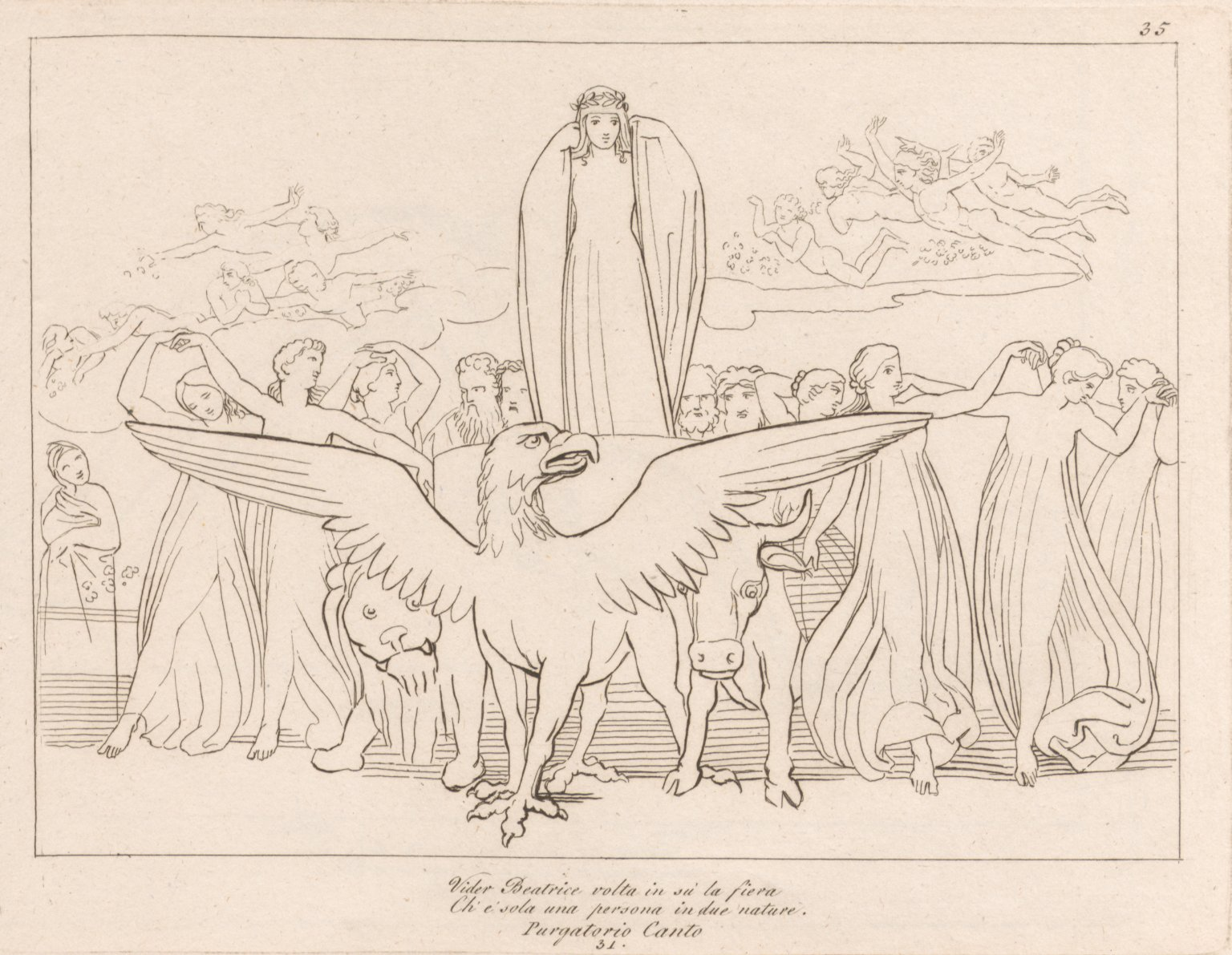
Hipogryf na rytině Vider Beatrice volta navržené Johnem Flaxmanem, kterou provedl Tomasso Piroli. Ilustrace pro vydání Dantovy Božské komedie z roku 1793.

Hipogryf je bájný tvor, hybrid koně (starořecky hippos) a gryfa, respektive orla. Má orlí hlavu a křídla – po gryfovi, jenž je lvem s orlí hlavou a křídly, a zbytek těla koňský. Je invencí z eposu Zuřivý Roland Lodovica Ariosta z roku 1516, založenou na rčení, jež užívá zkřížení koně a gryfa jako metaforu pro něco nemožného či nevhodného.

## Hipogryf v literatuře

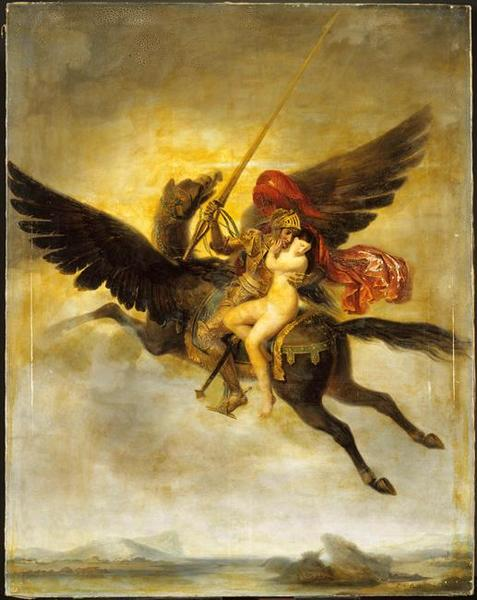
Hipogryf, obraz od Louise-Édouarda Rioulta, 1824

V několika dílech žánru fantasy, například:
- román Worm Ouroboros E. R. Eddisona z roku 1922
- hra na hrdiny Dungeons & Dragons
- série románů Harry Potter J. K. Rowlingové, především hipogryf jménem Klofan (anglicky Buckbeak)

V poezii, například:
- Jaroslav Vrchlický, Kytka lyriky dostupné online[nedostupný zdroj]